# Université Sainte-Anne

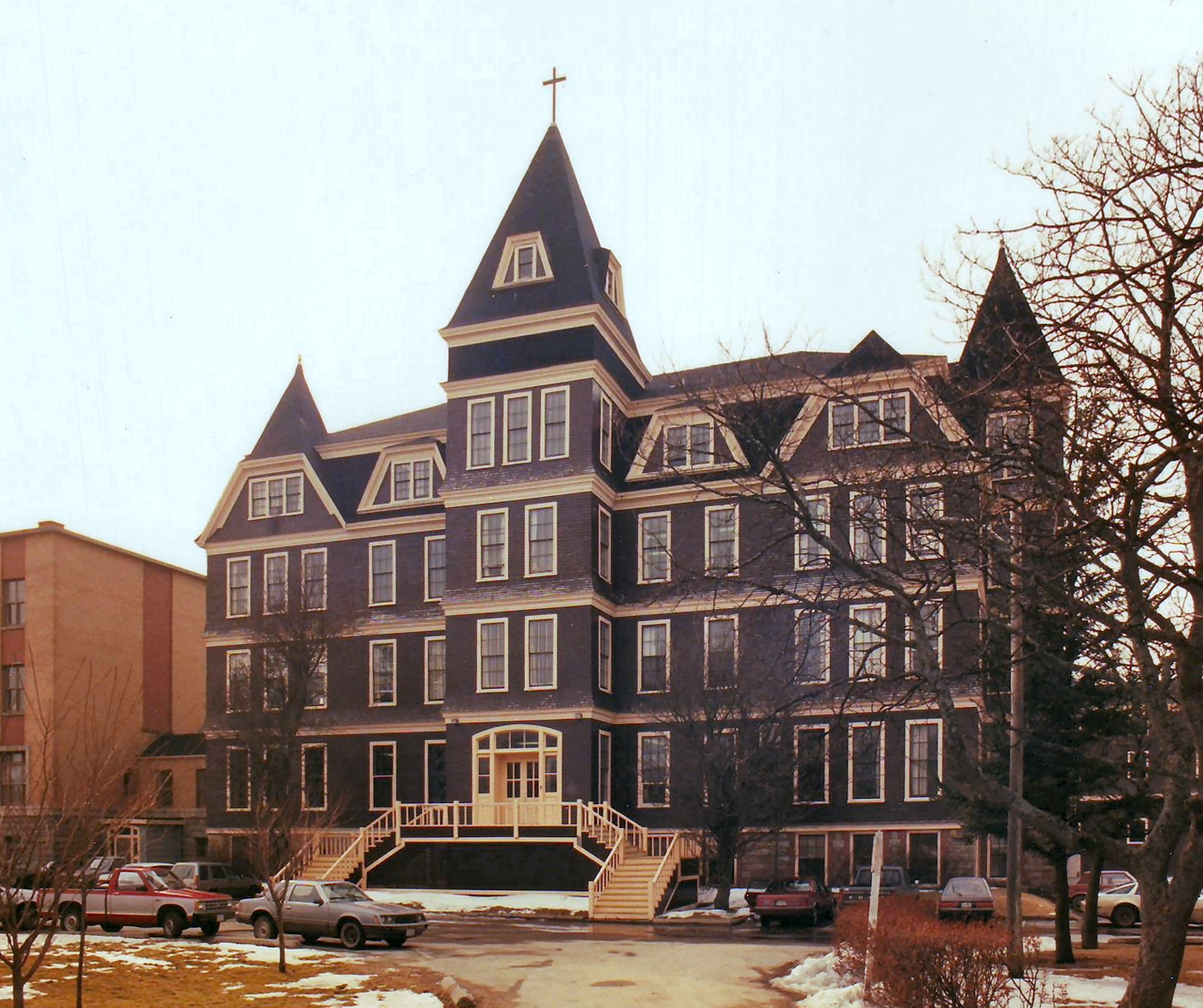
Université Sainte-Anne (Hauptgebäude)

Die Université Sainte-Anne (kurz The Mount) ist eine staatliche, frankophone Universität in Pointe-de-l'Église, Nova Scotia, Kanada.
Die Hochschule wurde 1890 von dem römisch-katholischen Ordensgeistlichen Gustave Maria Blanche CIM gegründet. Ziel des College (Collège Sainte-Anne) war die Sicherstellung einer Ausbildung der Akadier. 1892 erfolgte die Anerkennung als Universität. 1971 erfolgte die Übertragung des Rektorates an Laien. 2003 erfolgte eine Zusammenlegung mit dem 1988 gegründeten Collège de l'Acadie mit den Standorten in Pointe-de-l'Église, Halifax, Tusket, Petit-de-Grat und Saint-Joseph-du-Moine.
Namensgeber ist die Heilige Anna.